# Allende patagiatus
Allende patagiatus là một loài nhện trong họ Tetragnathidae.
Loài này thuộc chi Allende. Allende patagiatus được Eugène Simon miêu tả năm 1901.